# صحراء أويهي

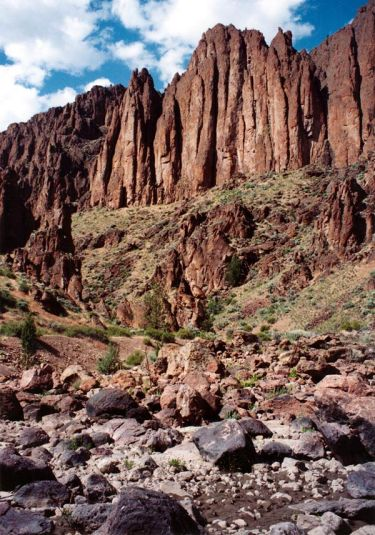
وادي في صحراء أويهي

صحراء أويهي منطقة صحراوية  في شمال غرب الولايات المتحدة الأمريكية وتتوزع على ولايات نيفادا وأيداهو وأوريغون. وهي منطقة مرتفعة نسبياً بمتوسط 1600م فوق سطح البحر. تصرف مياه الأمطار فيها إلى نهر أويهي الذي يصل إلى نهر سنيك. 